# コミックBAR Renta!
『コミックBAR Renta!』（コミックバー レンタ！）は、2017年1月4日から2022年6月29日までTOKYO MX1で放送、およびアプリ「エムキャス」にて配信していたミニ番組。パピレスによる一社提供。

## 概要
夜更けのバーを舞台に、マスター（森嶋秀太）が来店するお客さんにカクテルではなく、「Renta!」で読めるマンガをオススメする。ゲストの声優（全員、男性のみ）が2週にわたって出演し、トークのほか、マンガの朗読を行う。
放送終了後に1週間限定でYouTubeでも配信されており、2018年4月からは配信期間を1か月に延長し、ニコニコ動画でも配信を開始している。
正月には深夜のミニ番組としては異例の一挙放送が行われている。
2018年11月25日には、放送回数が100回を迎えることを記念し、「～ありがとう100回！人気ゲスト再来SP～」として、30分の特別番組が放送された。
2019年1月14日からはBS/BS4K放送である、BSフジでも放送開始した。
2020年11月1日には、放送回数が200回を迎えること記念し、「～ありがとう200回！人気声優大集合SP～
」として、2回目となる30分の特別番組が放送された。
2022年6月23日放送分において当番組が終了することが発表され、6月29日の最終回スペシャル（23:00 - 23:30）をもって、5年半の歴史に幕を閉じた。後継番組は『マンガ、鬼ほど好きなんで』。

## 出演者
- マスター：森嶋秀太
- ナレーター：佐々木啓夫
- レンタン

## 放送リスト
| 話数                                                                     | 放送日   | ゲスト                                 | 紹介コミック |
| 2017年                                                                   | 2017年   | 2017年                                 | 2017年 |
| ------------------------------------------------------------------------ | -------- | -------------------------------------- | --- |
| 第1回                                                                    | 1月4日   | 浪川大輔                               | ヲタクに恋は難しい |
| 第2回                                                                    | 1月11日  | 浪川大輔                               | かわいいひと |
| 第3回                                                                    | 1月18日  | 斉藤壮馬                               | おとなりコンプレックス                                                                                                   |
| 第4回                                                                    | 1月25日  | 斉藤壮馬                               | 一週間フレンズ。 |
| 第5回                                                                    | 2月1日   | 石井マーク                             | 金の国 水の国 |
| 第6回                                                                    | 2月8日   | 石井マーク                             | 水玉ハニーボーイ |
| 第7回                                                                    | 2月15日  | 佐藤祐吾                               | 一礼して、キス |
| 第8回                                                                    | 2月22日  | 佐藤祐吾                               | 外面が良いにも程がある。                                                                                                 |
| 第9回                                                                    | 3月1日   | 豊永利行                               | 王子様には毒がある。 |
| 第10回                                                                   | 3月8日   | 豊永利行                               | 能面女子の花子さん |
| 第11回                                                                   | 3月15日  | 江口拓也                               | 恋と呼ぶには気持ち悪い                                                                                                   |
| 第12回                                                                   | 3月22日  | 江口拓也                               | さんすくみ |
| 第13回                                                                   | 3月29日  | 総集編                                 | - |
| 第14回                                                                   | 4月5日   | 石川界人                               | さよならソルシエ |
| 第15回                                                                   | 4月12日  | 石川界人                               | きのう何食べた? |
| 第16回                                                                   | 4月19日  | 福島潤                                 | はたらけ、ケンタウロス!                                                                                                  |
| 第17回                                                                   | 4月26日  | 福島潤                                 | ひとりじめプリマヴェラ                                                                                                   |
| 第18回                                                                   | 5月3日   | 増田俊樹                               | うさぎは正義 |
| 第19回                                                                   | 5月10日  | 増田俊樹                               | 私たちには壁がある。 |
| 第20回                                                                   | 5月17日  | 代永翼                                 | 恋するシロクマ |
| 第21回                                                                   | 5月24日  | 代永翼                                 | 影野だって青春したい |
| 第22回                                                                   | 5月31日  | 羽多野渉                               | +αの立ち位置 |
| 第23回                                                                   | 6月7日   | 羽多野渉                               | ライオンと花嫁 |
| 第24回                                                                   | 6月14日  | 森久保祥太郎                           | 恋は雨上がりのように |
| 第25回                                                                   | 6月21日  | 森久保祥太郎                           | 贄姫と獣の王 |
| 第26回                                                                   | 6月28日  | 西山宏太朗                             | 麦の惑星 |
| 第27回                                                                   | 7月5日   | 西山宏太朗                             | 僕と君の大切な話 |
| 第28回                                                                   | 7月12日  | 下野紘                                 | 大谷さんちの天使様 |
| 第29回                                                                   | 7月19日  | 下野紘                                 | 恋わずらいのエリー |
| 第30回                                                                   | 7月26日  | 鳥海浩輔                               | 今日からオマエは俺の嫁                                                                                                   |
| 第31回                                                                   | 8月2日   | 鳥海浩輔                               | ヨタ話 |
| 第32回                                                                   | 8月9日   | 渡辺紘                                 | 嘘つきボーイフレンド |
| 第33回                                                                   | 8月16日  | 渡辺紘                                 | 春待つ僕ら |
| 第34回                                                                   | 8月23日  | 古川慎                                 | ハツ*ハル |
| 第35回                                                                   | 8月30日  | 古川慎                                 | 織田シナモン信長 |
| 第36回                                                                   | 9月6日   | 竹内良太                               | リビングの松永さん |
| 第37回                                                                   | 9月13日  | 竹内良太                               | うちの旦那はお嫁さん |
| 第38回                                                                   | 9月20日  | 岸尾だいすけ                           | ペンギン日和 |
| 第39回                                                                   | 9月27日  | 岸尾だいすけ                           | 僕はコーヒーがのめない                                                                                                   |
| 30分特番                                                                 | 9月28日  | 小野坂昌也、小西克幸、豊永利行         | あのコの、トリコ。 Back Street Girls                                                                                     |
| 第40回                                                                   | 10月4日  | 堀江瞬                                 | 育てち魔おう! |
| 第41回                                                                   | 10月11日 | 堀江瞬                                 | ご飯つくりすぎ子と完食系男子                                                                                             |
| 第42回                                                                   | 10月18日 | 沢城千春                               | うそカノ |
| 第43回                                                                   | 10月25日 | 沢城千春                               | うらみちお兄さん |
| 第44回                                                                   | 11月1日  | 前野智昭                               | ねねね |
| 第45回                                                                   | 11月8日  | 前野智昭                               | かわうそは僕の嫁 |
| 第46回                                                                   | 11月15日 | 河本啓佑                               | 私は天才を飼っている。                                                                                                   |
| 第47回                                                                   | 11月22日 | 河本啓佑                               | 熱愛プリンス お兄ちゃんはキミが好き                                                                                      |
| 第48回                                                                   | 11月29日 | 興津和幸                               | 青楼オペラ |
| 第49回                                                                   | 12月6日  | 興津和幸                               | コレットは死ぬことにした                                                                                                 |
| 第50回                                                                   | 12月13日 | 土岐隼一                               | 結婚しても恋してる |
| 第51回                                                                   | 12月20日 | 土岐隼一                               | キミがスキ PLUS |
| 第52回                                                                   | 12月27日 | 立花慎之介                             | 奥さまはドードー鳥 |
| 2018年                                                                   |          |                                        | |
| 一挙放送SP                                                               | 1月2日   | -                                      | - |
| 第53回                                                                   | 1月3日   | 立花慎之介                             | 犬神くんはツンだけどバレてる                                                                                             |
| 第54回                                                                   | 1月10日  | 大河元気                               | 魔女くんと私 |
| 第55回                                                                   | 1月17日  | 大河元気                               | 王子が私をあきらめない!                                                                                                  |
| 第56回                                                                   | 1月24日  | 米内佑希                               | 高嶺の蘭さん |
| 第57回                                                                   | 1月31日  | 米内佑希                               | オネェ吸血鬼と笑わないメイド                                                                                             |
| 第58回                                                                   | 2月7日   | 小野友樹                               | ハードボイルド園児 宇宙くん                                                                                              |
| 第59回                                                                   | 2月14日  | 小野友樹                               | 塩田先生と雨井ちゃん |
| 第60回                                                                   | 2月21日  | 山本和臣                               | 桜井芽衣の作り方 |
| 第61回                                                                   | 2月28日  | 山本和臣                               | ねこまたカフェ |
| 第62回                                                                   | 3月7日   | ランズベリー・アーサー                 | 執事様のお気に入り |
| 第63回                                                                   | 3月14日  | ランズベリー・アーサー                 | 君がキライな恋の話 |
| 第64回                                                                   | 3月21日  | 山谷祥生                               | ワケあり物件にワケあり。                                                                                                 |
| 第65回                                                                   | 3月28日  | 山谷祥生                               | 嘘にも恋がいる |
| 第66回                                                                   | 4月4日   | 白井悠介                               | からっぽダンス |
| 第67回                                                                   | 4月11日  | 白井悠介                               | えじぷり！ |
| 第68回                                                                   | 4月18日  | 赤羽根健治                             | ばけむこ |
| 第69回                                                                   | 4月25日  | 赤羽根健治                             | 探偵少女アリサの事件簿                                                                                                   |
| 第70回                                                                   | 5月2日   | 山下誠一郎                             | こぐまのケーキ屋さん |
| 第71回                                                                   | 5月9日   | 山下誠一郎                             | 僕が君を変える |
| 第72回                                                                   | 5月16日  | 石井孝英                               | モブ子の恋 |
| 第73回                                                                   | 5月23日  | 石井孝英                               | 恋人は旦那さま |
| 第74回                                                                   | 5月30日  | 前内孝文                               | 墜落JKと廃人教師 |
| 第75回                                                                   | 6月6日   | 前内孝文                               | だんだん街の徳馬と嫁 |
| 第76回                                                                   | 6月13日  | 笹翼                                   | 八雲さんは餌づけがしたい。                                                                                               |
| 第77回                                                                   | 6月20日  | 笹翼                                   | 魔導師は平凡を望む |
| 第78回                                                                   | 6月27日  | 山下大輝                               | 薔薇監獄の獣たち |
| 第79回                                                                   | 7月4日   | 山下大輝                               | なのに、千輝くんが甘すぎる。                                                                                             |
| 第80回                                                                   | 7月11日  | 村上喜紀                               | 恋は異なもの美味なもの                                                                                                   |
| 第81回                                                                   | 7月18日  | 村上喜紀                               | 死神坊ちゃんと黒メイド                                                                                                   |
| 第82回                                                                   | 7月25日  | 橋詰知久                               | おじさまと猫 |
| 第83回                                                                   | 8月1日   | 橋詰知久                               | だんだらごはん |
| 第84回                                                                   | 8月8日   | 小林裕介                               | たべられうさ。 |
| 第85回                                                                   | 8月15日  | 小林裕介                               | マロニエ王国の七人の騎士                                                                                                 |
| 第86回                                                                   | 8月22日  | 木村昴                                 | ライミングマン |
| 第87回                                                                   | 8月29日  | 木村昴                                 | 僕のジョバンニ |
| 第88回                                                                   | 9月5日   | 寺島拓篤                               | 井戸端は憑かれやすい |
| 第89回                                                                   | 9月12日  | 寺島拓篤                               | アルテ |
| 第90回                                                                   | 9月19日  | 蒼井翔太                               | 7人のシェイクスピア NON SANZ DROICT                                                                                      |
| 第91回                                                                   | 9月26日  | 蒼井翔太                               | プロミス・シンデレラ |
| 第92回                                                                   | 10月3日  | 阿部敦                                 | ブスに花束を。 |
| 第93回                                                                   | 10月10日 | 阿部敦                                 | ならしかたなし |
| 第94回                                                                   | 10月17日 | 広瀬裕也                               | こえ恋 |
| 第95回                                                                   | 10月24日 | 広瀬裕也                               | 花野井くんと恋の病 |
| 第96回                                                                   | 10月31日 | 村田太志                               | ゾンヴィガーナ |
| 第97回                                                                   | 11月7日  | 村田太志                               | オネェ女王と白雪姫 |
| 第98回                                                                   | 11月14日 | 野上翔                                 | ハデスさまはお気の毒さま                                                                                                 |
| 第99回                                                                   | 11月21日 | 野上翔                                 | インフィニティデイズ |
| 第100回 30分特番                                                         | 11月25日 | 豊永利行、代永翼、沢城千春、浪川大輔   | ぼっちJKはお弁当を作ることにした。 恋は雨上がりのように                                                                  |
| 第101回                                                                  | 11月28日 | KENN                                   | パティシエさんとお嬢さん                                                                                                 |
| 第102回                                                                  | 12月5日  | KENN                                   | ツン甘な彼氏 |
| 第103回                                                                  | 12月12日 | 野島裕史                               | きみにあいを！ |
| 第104回                                                                  | 12月19日 | 野島裕史                               | 社畜フランケン |
| 第105回                                                                  | 12月26日 | 浅利遼太                               | わたしはあなたの犬になる                                                                                                 |
| 2019年                                                                   |          |                                        | |
| 一挙放送SP                                                               | 1月2日   | -                                      | - |
| 第106回                                                                  | 1月9日   | 浅利遼太                               | 蒼竜の側用人 |
| 第107回                                                                  | 1月16日  | 市川太一                               | ヤンキーショタとオタクおねえさん                                                                                         |
| 第108回                                                                  | 1月23日  | 市川太一                               | かわうその自転車屋さん                                                                                                   |
| 第109回                                                                  | 1月30日  | 野島健児                               | 椿町ロンリープラネット                                                                                                   |
| 第110回                                                                  | 2月6日   | 野島健児                               | 生まれ変わってもまた、私と結婚してくれますか                                                                             |
| 第111回                                                                  | 2月13日  | 熊谷健太郎                             | カカオ79% |
| 第112回                                                                  | 2月20日  | 熊谷健太郎                             | おじいちゃんデコりました                                                                                                 |
| 第113回                                                                  | 2月27日  | 高塚智人                               | 前世カップリング |
| 第114回                                                                  | 3月6日   | 高塚智人                               | うちの旦那がかわいすぎる件について                                                                                       |
| 第115回                                                                  | 3月13日  | 松風雅也                               | 執事たちの沈黙 |
| 第116回                                                                  | 3月20日  | 松風雅也                               | ものつく〜手作り生活、はじめました。〜                                                                                   |
| 第117回                                                                  | 3月27日  | 特別編                                 | - |
| 第118回                                                                  | 4月3日   | 平川大輔                               | Bread&butter |
| 第119回                                                                  | 4月10日  | 平川大輔                               | 私のおっとり旦那 |
| 第120回                                                                  | 4月17日  | 高橋英則                               | 先輩がうざい後輩の話 |
| 第121回                                                                  | 4月24日  | 高橋英則                               | モエカレはオレンジ色 |
| 第122回                                                                  | 5月1日   | 寺島惇太                               | きつねくんと先生 |
| 第123回                                                                  | 5月8日   | 寺島惇太                               | 誰かこの状況を説明してください！ 〜契約から始まるウェディング〜                                                          |
| 第124回                                                                  | 5月15日  | 粕谷雄太                               | 昭和ファンファーレ |
| 第125回                                                                  | 5月22日  | 粕谷雄太                               | 社畜に死神が憑く案件 |
| 第126回                                                                  | 5月29日  | 武内駿輔                               | プ女と野獣 JKが悪役レスラーに恋した話                                                                                    |
| 第127回                                                                  | 6月5日   | 武内駿輔                               | ソマリと森の神様 |
| 第128回                                                                  | 6月12日  | 中澤まさとも                           | 星上くんはどうかしている                                                                                                 |
| 第129回                                                                  | 6月19日  | 中澤まさとも                           | 忍恋 |
| 第130回                                                                  | 6月26日  | 仲村宗悟                               | オッサン(36)がアイドルになる話                                                                                           |
| 第131回                                                                  | 7月3日   | 仲村宗悟                               | 村井の恋 |
| 第132回                                                                  | 7月10日  | 菊池勇成                               | 通りがかりにワンポイントアドバイスしていくタイプのヤンキー                                                               |
| 第133回                                                                  | 7月17日  | 菊池勇成                               | 狐の嫁入り |
| 第134回                                                                  | 7月24日  | 伊東健人                               | 日に流れて橋に行く |
| 第135回                                                                  | 7月31日  | 伊東健人                               | いいね!光源氏くん |
| 第136回                                                                  | 8月7日   | 狩野翔                                 | シュガーなパパとソルトな娘                                                                                               |
| 第137回                                                                  | 8月14日  | 狩野翔                                 | ちいさこの庭 |
| 第138回                                                                  | 8月21日  | 大須賀純                               | 微妙に優しいいじめっ子                                                                                                   |
| 第139回                                                                  | 8月28日  | 大須賀純                               | 死後の世界でも死ぬまで働く話                                                                                             |
| 第140回                                                                  | 9月4日   | 石谷春貴                               | ラッパーに噛まれたらラッパーになる漫画                                                                                   |
| 第141回                                                                  | 9月11日  | 石谷春貴                               | 王様ランキング |
| 第142回                                                                  | 9月18日  | 鈴木崚汰                               | 高倉くんには難しい |
| 第143回                                                                  | 9月25日  | 鈴木崚汰                               | あつもりくんのお嫁さん（←未定）                                                                                          |
| 第144回                                                                  | 10月2日  | 小林大紀                               | ジェンダーレス男子に愛されています。                                                                                     |
| 第145回                                                                  | 10月9日  | 小林大紀                               | 鬼さんの所へ参りました                                                                                                   |
| 第146回                                                                  | 10月16日 | 濱健人                                 | 酒と恋には酔って然るべき                                                                                                 |
| 第147回                                                                  | 10月23日 | 濱健人                                 | こじらせ百鬼ドマイナー                                                                                                   |
| 第148回                                                                  | 10月30日 | 梶原岳人                               | その着せ替え人形は恋をする                                                                                               |
| 第149回                                                                  | 11月6日  | 梶原岳人                               | SPY×FAMILY |
| 第150回                                                                  | 11月13日 | 帆世雄一                               | おじいちゃんしなない |
| 第151回                                                                  | 11月20日 | 帆世雄一                               | 退魔師と悪魔ちゃん |
| 第152回                                                                  | 11月27日 | 笠間淳                                 | ミントチョコレート |
| 第153回                                                                  | 12月4日  | 笠間淳                                 | ライドンキング |
| 第154回                                                                  | 12月11日 | 汐谷文康                               | 神クズ☆アイドル |
| 第155回                                                                  | 12月18日 | 汐谷文康                               | 孤島部長 |
| 第156回                                                                  | 12月25日 | 特別編                                 | |
| 2020年                                                                   |          |                                        | |
| 一挙放送SP                                                               | 1月2日   | -                                      | - |
| 第157回                                                                  | 1月8日   | 小松昌平                               | この恋は甘くて、にがい―ケーキ屋さんと洋食屋さん―                                                                         |
| 第158回                                                                  | 1月15日  | 小松昌平                               | TSUYOSHI 誰も勝てない、アイツには                                                                                        |
| 第159回                                                                  | 1月22日  | 永塚琢馬                               | 執事・黒星は傅かない |
| 第160回                                                                  | 1月29日  | 永塚琢馬                               | まどぎわの青い春 |
| 第161回                                                                  | 2月5日   | 梅原裕一郎                             | きみにあいを！ |
| 第162回                                                                  | 2月12日  | 梅原裕一郎                             | 鬼島さんと山田さん |
| 第163回                                                                  | 2月19日  | 木島隆一                               | 新しい上司はど天然 |
| 第164回                                                                  | 2月26日  | 木島隆一                               | モノのケの妖菓子屋さん                                                                                                   |
| 第165回                                                                  | 3月4日   | 鈴木裕斗                               | パンプキン・タイム |
| 第166回                                                                  | 3月11日  | 鈴木裕斗                               | ひるとよるのおいしい時間                                                                                                 |
| 第167回                                                                  | 3月18日  | 室元気                                 | 魔王の秘書 |
| 第168回                                                                  | 3月25日  | 室元気                                 | 煙と蜜 |
| 第169回                                                                  | 4月1日   | 濱野大輝                               | ハルとアオのお弁当箱 |
| 第170回                                                                  | 4月8日   | 濱野大輝                               | 弊社の上司は元勇者 |
| 第171回                                                                  | 4月15日  | 前田誠二                               | 好きな子がめがねを忘れた                                                                                                 |
| 第172回                                                                  | 4月22日  | 前田誠二                               | いいんちょと不良くん |
| マンガで日本を元気に! コミックBAR Renta! 特別配信                        | 4月27日  | 伊東健人                               | いいね！光源氏くん |
| 第173回                                                                  | 4月29日  | 林勇                                   | 土地神と、村で一番若い嫁                                                                                                 |
| 第174回                                                                  | 5月6日   | 林勇                                   | 僕の妻は感情がない |
| 第175回                                                                  | 5月13日  | 榊原優希                               | 仲の悪い許嫁の話 |
| 第176回                                                                  | 5月20日  | 榊原優希                               | ぼっちゃまは今日もイジられる                                                                                             |
| 第177回                                                                  | 5月27日  | 深町寿成                               | ダメジョのルームシェア                                                                                                   |
| 第178回                                                                  | 6月3日   | 深町寿成                               | 山田くんとLv999の恋をする                                                                                                |
| 第179回                                                                  | 6月10日  | 矢野奨吾                               | ダブル |
| 第180回                                                                  | 6月17日  | 矢野奨吾                               | 放課後は喫茶店で |
| 第181回                                                                  | 6月24日  | 八代拓                                 | 青春シンデレラ |
| 第182回                                                                  | 7月1日   | 八代拓                                 | 愛を語るなら密やかに |
| 第183回                                                                  | 7月8日   | 岩崎諒太                               | 印伝さんと縁結び |
| 第184回                                                                  | 7月15日  | 岩崎諒太                               | とある店員と客の話 |
| 第185回                                                                  | 7月22日  | 田所陽向                               | 今どきの若いモンは |
| 第186回                                                                  | 7月29日  | 田所陽向                               | お惣菜屋とOL |
| 第187回                                                                  | 8月5日   | 藤原祐規                               | 果ての星通信 |
| 第188回                                                                  | 8月12日  | 藤原祐規                               | 大学ではじめて恋人ができた人の話                                                                                         |
| 第189回                                                                  | 8月19日  | 山中真尋                               | 先生だって、かまってほしい。                                                                                             |
| 第190回                                                                  | 8月26日  | 山中真尋                               | パパと親父のウチご飯 |
| 第191回                                                                  | 9月2日   | 市川蒼                                 | 恋をするならキミ以外 |
| 第192回                                                                  | 9月9日   | 市川蒼                                 | 先生もネット世代 |
| 第193回                                                                  | 9月16日  | 髙坂篤志                               | 女の園の星 |
| 第194回                                                                  | 9月23日  | 髙坂篤志                               | 猫の道は極みの道なり |
| 第195回                                                                  | 9月30日  | 井上雄貴                               | 友人が異世界から転生してきたと言い張る中二病で困ってます                                                                 |
| 第196回                                                                  | 10月7日  | 井上雄貴                               | 溺愛なんてズルすぎる！！                                                                                                 |
| 第197回                                                                  | 10月14日 | 酒井広大                               | 片恋グルメ日記 |
| 第198回                                                                  | 10月21日 | 酒井広大                               | シズコはオレのヨメ |
| 第199回                                                                  | 10月28日 | 間島淳司                               | シカバネ★チェリー |
| 第200回 30分特番                                                         | 11月1日  | 佐藤拓也、広瀬裕也、立花慎之介、八代拓 | 氷属性男子とクールな同僚女子、ネトゲ恋愛～オフ会行ったらイケメン同僚に遭遇してしまいました…～、 月曜から金曜の男子高校生 |
| 第201回                                                                  | 11月4日  | 間島淳司                               | 学くんはかっこよく告白したい                                                                                             |
| 第202回                                                                  | 11月11日 | 小笠原仁                               | 女装してめんどくさい事になってるネクラとヤンキーの両片想い                                                               |
| 第203回                                                                  | 11月18日 | 小笠原仁                               | 狼公爵の求婚 |
| 第204回                                                                  | 11月25日 | 高橋広樹                               | 異世界トリップの脇役だった件                                                                                             |
| 第205回                                                                  | 12月2日  | 高橋広樹                               | ときめきヒールちゃん |
| 第206回                                                                  | 12月9日  | 峰岸佳                                 | 国宝のお医者さん |
| 第207回                                                                  | 12月16日 | 峰岸佳                                 | （元）推しと住むコトになりまして。                                                                                       |
| 第208回                                                                  | 12月23日 | 保住有哉                               | 訳アリ先輩の彼女になりました                                                                                             |
| 第209回                                                                  | 12月30日 | 保住有哉                               | 恋する(おとめ)の作り方                                                                                                   |
| 2021年                                                                   |          |                                        | |
| 一挙放送SP                                                               | 1月3日   | -                                      | |
| 第210回                                                                  | 1月6日   | 伊藤昌弘                               | 私の着せ替えアイドル様                                                                                                   |
| 第211回                                                                  | 1月13日  | 伊藤昌弘                               | 明日、シネマかすみ座で                                                                                                   |
| 第212回                                                                  | 1月20日  | 三浦祥朗                               | 自転車屋さんの高橋くん                                                                                                   |
| 第213回                                                                  | 1月27日  | 三浦祥朗                               | 俺の上司がエリートなのにヘタレかわいい                                                                                   |
| 第214回                                                                  | 2月3日   | 安田陸矢                               | 巻くんはモテるけど恋がヘタ                                                                                               |
| 第215回                                                                  | 2月10日  | 安田陸矢                               | 腐男子先生！！！！！ |
| 第216回                                                                  | 2月17日  | 飯田利信                               | 異世界美少女受肉おじさんと                                                                                               |
| 第217回                                                                  | 2月24日  | 飯田利信                               | その恋はいちごのように                                                                                                   |
| 第218回                                                                  | 3月3日   | 浜田洋平                               | 紙袋くんは恋してる |
| 第219回                                                                  | 3月10日  | 浜田洋平                               | 塩対応の佐藤さんが俺にだけ甘い＠comic                                                                                    |
| 第220回                                                                  | 3月17日  | 水島大宙                               | ひみつのお付き合いをしています。                                                                                         |
| 第221回                                                                  | 3月24日  | 水島大宙                               | 北北西に曇と往け |
| Anime Japan 2021 スペシャルオンラインイベント                            | 3月28日  | 酒井広大                               | わたしに女装を教えてくださいっ！ 初恋ダブルエッジ                                                                        |
| 第222回                                                                  | 3月31日  | 菅沼久義                               | 髪を切りに来ました。 |
| 第223回                                                                  | 4月7日   | 菅沼久義                               | 悪役令嬢は推し未亡人！？〜転生したので婚約者の運命を改変します！〜                                                       |
| 第224回                                                                  | 4月14日  | 廣瀬大介                               | 申し訳ございませんが、溺愛させていただきます                                                                             |
| 第225回                                                                  | 4月21日  | 廣瀬大介                               | 寒がりに雪 |
| 第226回                                                                  | 4月28日  | 田丸篤志                               | 空気が「読める」新入社員と無愛想な先輩                                                                                   |
| 第227回                                                                  | 5月5日   | 田丸篤志                               | 初めましてこんにちは、離婚してください                                                                                   |
| 第228回                                                                  | 5月12日  | 今井文也                               | 方言って素晴らしいっていう漫画                                                                                           |
| 第229回                                                                  | 5月19日  | 今井文也                               | 年年百暗殺恋歌 |
| 第230回                                                                  | 5月26日  | 日向大輔                               | マグメル深海水族館 |
| 第231回                                                                  | 6月2日   | 日向大輔                               | デイズ・オン・フェス |
| 第232回                                                                  | 6月9日   | 野津山幸宏                             | トリップ先にお酒と果実がいっぱいあったもんで                                                                             |
| 第233回                                                                  | 6月16日  | 野津山幸宏                             | 賭けからはじまるサヨナラの恋                                                                                             |
| 第234回                                                                  | 6月23日  | 神尾晋一郎                             | そうしそうあい |
| 第235回                                                                  | 6月30日  | 神尾晋一郎                             | ファンタジウム |
| 第236回                                                                  | 7月7日   | 小林千晃                               | わたしの幸せな結婚 |
| 第237回                                                                  | 7月14日  | 小林千晃                               | 渡り鳥とカタツムリ |
| 第238回                                                                  | 7月21日  | 真野拓実                               | 勿論、慰謝料請求いたします!                                                                                              |
| 第239回                                                                  | 7月28日  | 真野拓実                               | ジェントルキャッツ |
| 第240回                                                                  | 8月4日   | 新田杏樹                               | 虫かぶり姫 |
| 第241回                                                                  | 8月11日  | 新田杏樹                               | アキはハルとごはんを食べたい                                                                                             |
| 第242回                                                                  | 8月18日  | 葉山翔太                               | 恋とごはんと虹色日和 |
| 第243回                                                                  | 8月25日  | 葉山翔太                               | 女子力男子 |
| 第244回                                                                  | 9月1日   | 秋谷啓斗                               | 異世界に救世主として喚ばれましたが、アラサーには無理なので、ひっそりブックカフェ始めました。                             |
| 第245回                                                                  | 9月8日   | 秋谷啓斗                               | 星の案内人 |
| 第246回                                                                  | 9月15日  | 馬場惇平                               | 隣の席の、五十嵐くん。                                                                                                   |
| 第247回                                                                  | 9月22日  | 馬場惇平                               | あなたにだけは |
| 第248回                                                                  | 9月29日  | 山口智広                               | 顔だけじゃ好きになりません                                                                                               |
| 第249回                                                                  | 10月6日  | 山口智広                               | 剣聖の称号を持つ料理人                                                                                                   |
| 第250回                                                                  | 10月13日 | 駒田航                                 | 魔法使いの婚約者 |
| 第251回                                                                  | 10月20日 | 駒田航                                 | グラスフィート |
| 第252回                                                                  | 10月27日 | 逢坂良太                               | 天堂家物語 |
| 第253回                                                                  | 11月3日  | 逢坂良太                               | 魔女先輩日報 |
| 第254回                                                                  | 11月10日 | 河西健吾                               | 東京ファントムペイン |
| 第255回                                                                  | 11月17日 | 河西健吾                               | トワイライト学習塾へようこそ−イケメン怪物たちの異常な日常−                                                               |
| 第256回                                                                  | 11月24日 | 川島零士                               | パーティーを追い出された元勇者志望のDランク冒険者、声を無くしたSSランク魔法使い（美少女）を拾う。そして癒される          |
| 第257回                                                                  | 12月1日  | 川島零士                               | 海が走るエンドロール |
| 第258回                                                                  | 12月8日  | 菊地燎                                 | 身に覚えのない理由で婚約破棄されましたけれど、仮面の下が醜いだなんて、一体誰が言ったのかしら？                           |
| 第259回                                                                  | 12月15日 | 菊地燎                                 | 俺の美女化が止まらない！？                                                                                               |
| 第260回                                                                  | 12月22日 | 伊藤節生                               | カラオケ行こ！ |
| 第261回                                                                  | 12月29日 | 伊藤節生                               | 初めて恋人ができました。                                                                                                 |
| 2022年                                                                   |          |                                        | |
| ありがとう6年目!お年玉SP 2022                                            | 1月3日   | 新祐樹                                 | |
| 第263回                                                                  | 1月5日   | 新祐樹                                 | 異世界召喚は二度目です                                                                                                   |
| 第264回                                                                  | 1月12日  | 新祐樹                                 | ちぐはぐな彼らの恋のゆくえ                                                                                               |
| 第265回                                                                  | 1月19日  | 奥山敬人                               | カワイイ俺のお嫁さん |
| 第266回                                                                  | 1月26日  | 奥山敬人                               | 推しに認知してもらうためにアイドル始めました。                                                                           |
| 第267回                                                                  | 2月2日   | 浦和希                                 | きみは面倒な婚約者 |
| 第268回                                                                  | 2月9日   | 浦和希                                 | 放課後のサロメ |
| 第269回                                                                  | 2月16日  | 土田玲央                               | 間違いで求婚された女は一年後離縁される                                                                                   |
| 第270回                                                                  | 2月23日  | 土田玲央                               | 弧を描く |
| 第271回                                                                  | 3月2日   | 中島ヨシキ                             | 妃教育から逃げたい私 |
| 第272回                                                                  | 3月9日   | 中島ヨシキ                             | 竜騎士団で俺だけネコ騎士～サラリーマン磯辺、飼い猫ツミレと異世界暮らし～                                                 |
| 第273回                                                                  | 3月16日  | 天﨑滉平                               | 真面目系天然令嬢は年下王子の想いに気づかない                                                                             |
| 第274回                                                                  | 3月23日  | 天﨑滉平                               | 極彩の家 |
| 第275回                                                                  | 3月30日  | 高坂知也                               | なまいきリトルプリンス                                                                                                   |
| 第276回                                                                  | 4月6日   | 高坂知也                               | トコナツ |
| 第277回                                                                  | 4月13日  | 畠中祐                                 | 腹黒御曹司がイジワルです                                                                                                 |
| 第278回                                                                  | 4月20日  | 畠中祐                                 | 北欧貴族と猛禽妻の雪国狩り暮らし                                                                                         |
| 第279回                                                                  | 4月27日  | 阿座上洋平                             | 君は春に目を醒ます |
| 第280回                                                                  | 5月4日   | 阿座上洋平                             | 透明男と人間女～そのうち夫婦になるふたり～                                                                               |
| 第281回                                                                  | 5月11日  | 峯田大夢                               | 私たちのヒミツ事情 |
| 第282回                                                                  | 5月18日  | 峯田大夢                               | 雷神とリーマン |
| 第283回                                                                  | 5月25日  | 竹内栄治                               | 婚約破棄が目標です！ |
| 第284回                                                                  | 6月1日   | 竹内栄治                               | CHANGE UP！！ |
| 第285回                                                                  | 6月8日   | 前田誠二                               | ひともんちゃくなら喜んで！                                                                                               |
| 第286回                                                                  | 6月15日  | 前田誠二                               | はたらけ！睡魔さん |
| 第287回                                                                  | 6月22日  | 代永翼                                 | マリはハッピーエンドでお願いします                                                                                       |
| コミックBAR Renta! 最終回SP ～今までありがとう！そしてまた逢う日まで！～ | 6月29日  | 前田誠二、代永翼                       | 多聞くん今どっち！？、料理つくらず恋せよ乙女～上司と私のおいしい関係～、 西荻窪 三ツ星洋酒堂                             |